# 小行星9813
小行星9813（英語：9813 Rozgaj）是一颗围绕太阳公转的小行星。1998年10月13日，天文学家克拉多·克洛维奇在伊斯特拉发现了此天体。
这颗小行星的绝对星等为227.2735792321625等。